# Realcyclist.com Cycling Team/2011
Deze pagina geeft een overzicht van de Realcyclist.com Cycling Team in 2011.

## Algemeen
Sponsors: RealCyclist.com
Algemeen Manager: Jason Kriel
Ploegleiders: Gordon Fraser
Fietsmerk: Pinarello

## Renners
| Naam              | Geboortedatum | Nationaliteit    | Ploeg 2010                           |
| ----------------- | ------------- | ---------------- | ------------------------------------ |
| Joshua Berry      | 01-12-1990    | Verenigde Staten | Bahati Foundation                    |
| Ian Burnet        | 09-12-1986    | Verenigde Staten | Bahati Foundation                    |
| Oscar Clark       | 20-02-1989    | Verenigde Staten | Mountain Khakis-Jittery Joe's        |
| Matthew Crane     | 15-04-1985    | Verenigde Staten | Unitedhealthcare presented by Maxxis |
| Yosvany Falcón    | 26-06-1979    | Cuba             | Toshiba-AEG (2008)                   |
| César Grajales    | 06-05-1973    | Colombia         | Bahati Foundation                    |
| Cole House        | 05-02-1988    | Verenigde Staten | Neoprof                              |
| Evan Hyde         | 10-02-1984    | Verenigde Staten | Bahati Foundation                    |
| Francisco Mancebo | 09-03-1976    | Spanje           | Heraklion-Kastro-Murcia              |
| Mike Midlarsky    | 17-11-1989    | Verenigde Staten | Neoprof                              |
| Tommy Nankervis   | 21-01-1983    | Australië        | Cinelli-Down Under (2009)            |
| Thomas Rabou      | 12-12-1983    | Nederland        | Team Type 1                          |
| Frank Travieso    | 21-03-1980    | Cuba             | Jamis-Sutter Home                    |

## Belangrijke overwinningen
| Tour de Beauce 3e etappe: Francisco Mancebo Eindklassement: Francisco Mancebo |

2011 · 2012